# I. e. 194
Évszázadok: i. e. 3. század – i. e. 2. század – i. e. 1. század
Évtizedek: i. e. 240-es évek – i. e. 230-as évek – i. e. 220-as évek – i. e. 210-es évek – i. e. 200-as évek – i. e. 190-es évek – i. e. 180-as évek – i. e. 170-es évek – i. e. 160-as évek – i. e. 150-es évek – i. e. 140-es évek
Évek: i. e. 199 – i. e. 198 – i. e. 197 – i. e. 196 –  i. e. 195 – i. e. 194 – i. e. 193 – i. e. 192 – i. e. 191 – i. e. 190 – i. e. 189

## Események

### Róma
- Publius Cornelius Scipio Africanust és Tiberius Sempronius Longust választják consulnak.
- Longus consul a lázadó boiusok ellen vonul, akik rátámadnak a táborára, de sikerül visszavernie őket.
- Thuriiban, Salernumban és Buxentumban római coloniát alapítanak.
- Görögországból visszahívják Titus Quinctius Flamininust és valamennyi római csapatot, bár a Trákiába átkelő III. Antiokhosz szeleukida királlyal egyre feszültebb Róma viszonya.

### Korea
- Kodzsoszon királyságában az addigi dinasztiát megdöntve Üman kerül hatalomra, aki helyzetének megszilárdítása után agresszív terjeszkedésbe kezd.

## Halálozások
- Eratoszthenész, görög matematikus, természettudós

## Fordítás
- Ez a szócikk részben vagy egészben  a(z)   194 BC című angol Wikipédia-szócikk ezen változatának fordításán alapul.  Az eredeti cikk szerkesztőit annak laptörténete sorolja fel. Ez a jelzés csupán a megfogalmazás eredetét és a szerzői jogokat jelzi, nem szolgál a cikkben szereplő információk forrásmegjelöléseként.